# Парламент Монфора
Парламент Монфора — английский парламент, заседавший с 20 января до середины марта 1265 года по инициативе Симона де Монфора, лидера баронской оппозиции.
Монфор захватил власть в Англии, разбив короля Генриха III в битве при Льюисе во время Второй баронской войны (1264 год). Чтобы заручиться широкой общественной поддержкой, он созвал представителей не только от баронов и рыцарей графств, как это было раньше, но и от горожан. Сформированный таким образом парламент, заседавший в Лондоне, обсудил план реформ. Монфор погиб в битве при Ившеме в том же году, но идея приглашения в парламенты горожан обрела новую популярность в правление сына Генриха III — Эдуарда I. К 14 веку это стало нормой, и собрание горожан и рыцарей стало известно как Палата общин. Парламент Монфора иногда называют первым представительным английским парламентом из-за включения в его состав выборных членов; Монфора часто рассматривают как основателя Палаты общин.

## Предыстория
К 1258 году в Англии сформировалась аристократическая оппозиция королевской власти. Многие светские бароны и князья церкви были недовольны налоговой политикой короны, засильем при дворе родственников Генриха III, происходивших из Пуату, дорогостоящими попытками короля возвести младшего сына Эдмунда на сицилийский престол. 30 апреля 1258 года группа вооружённых баронов во главе с Хью Биго ворвалась в Вестминстерский дворец во время заседания королевского парламента и заставила Генриха передать власть комитету из 24 человек (половину членов комитета выбрал сам король, половину — бароны).
В июне того же года в Оксфорде собрался очередной парламент (так называли тогда расширенные заседания королевского двора, проходившие от случая к случаю). Участвовавшие в его работе оппозиционные бароны добились принятия «Оксфордских провизий», которые ещё больше ограничивали власть короля. Страной должен был править комитет из 15 человек, сформированный одними баронами и назначавший канцлера, юстициария и казначея, а парламент должен был созываться не реже, чем каждые три года. В 1259 году были приняты ещё более радикальные «Вестминстерские постановления». Однако в дальнейшем оппозиция раскололась: одни бароны требовали ещё большего ограничения в правах короля и крупной знати, другие хотели остановиться; существовала и сильная консервативная группа. Власть переходила от одной фракции к другой, пока в 1263 году политический кризис не перерос в гражданскую войну.
Мятежники во главе с Симоном де Монфором взяли короля в плен и начали править страной от его имени. Позже оппозиция распалась, король обрёл свободу и собрал армию, но был разбит при Льюисе 14 мая 1264 года и снова оказался в плену. Теперь Англией правил Монфор.

## Парламент Монфора
Новое правительство созвало в июне 1264 года парламент с участием баронов, князей церкви и двух рыцарей от каждого графства; последних выбирали окружные суды, и им впервые в истории Англии было разрешено высказываться по общим государственным вопросам. Этот парламент одобрил новые политические реформы. Однако Монфору не удавалось укрепить своё положение: по всей стране продолжались беспорядки, во Франции королева Элеонора строила планы вторжения в Англию при поддержке Людовика IX. Чтобы заручиться более широкой поддержкой в обществе, Монфор созвал на 20 января 1265 года новый парламент. Подготовка к нему была проведена в сжатые сроки, повестки были разосланы 14 декабря. В общей сложности были приглашены 120 священнослужителей, 23 барона (к тому моменту светская знать, как правило, не поддерживала Монфора), а также по два рыцаря от каждого графства и (впервые в истории) по два горожанина от каждого из крупных городов — Йорка, Линкольна, Сэндвича, Пяти Портов. Точное число участвовавших в работе парламента горожан неизвестно.
Парламент заседал в присутствии короля Генриха в Вестминстерском дворце, расположенном недалеко от Лондона — крупнейшего города Англии, неизменно лояльного Монфору. Его созыв стал всего лишь тактической уловкой Монфора в попытке заручиться поддержкой регионов, и историк Джеффри Гамильтон характеризует этот парламент как «очень партийное собрание, а не какой-то протодемократический представительный орган». Участникам заседаний было предложено комментировать не только тему налогообложения, но и широкий спектр политических вопросов. Они сосредоточились на соблюдении положений Вестминстерского кодекса — в первую очередь ограничений в отношении крупных баронов.
Благодаря созыву парламента наступило временное затишье, но вскоре поддержка Монфора снова сузилась. Принц Эдуард в мае 1265 года бежал из плена и сформировал новую армию, так что война возобновилась. В августе 1266 года Монфор потерпел поражение при Ившеме и погиб в схватке, а в 1267 году был достигнут окончательный компромисс между короной и оппозицией.

## Наследие
Генрих III правил Англией до 1272 года, продолжая созывать парламенты. Иногда в их состав входили рыцари как представители графств, один раз — горожане. При короле Эдуарде I, после 1297 года, приглашать в парламент горожан стало нормой. С начала XIV века их включали вместе с рыцарями в особую группу депутатов, которая стала известна как «Палата общин».
Парламент Симона де Монфора иногда называют первым представительным английским парламентом, а самого Монфора — основателем Палаты общин. Историк XIX века Уильям Стаббс популяризировал «Образцовый парламент» Эдуарда I 1295 года как первый настоящий парламент, но современная наука ставит это под сомнение. Историк Дэвид Карпентер описывает парламент Монфора 1265 года как «веху» в развитии парламента как института в период Средневековья.